# Mean Jeans
Mean Jeans is een Amerikaanse punkband afkomstig uit Portland, Oregon. De band werd opgericht in 2006 en heeft sindsdien vijf studioalbums uitgegeven, waarvan drie onder het platenlabel Fat Wreck Chords. De stijl van de band neigt zowel naar garagerock als poppunk en is hoofdzakelijk beïnvloed door Ramones.

## Geschiedenis
Andrew Bassett en Christian Blunda verhuisden eind 2006 uit Arlington naar Portland om daar een punkband te beginnen. Daar speelden ze voor een krap jaar als een duo, tot ze Howie Doodat tegenkwamen, die als basgitarist bij de band kwam spelen. In 2008 bracht de band de single "Stoned 2 the Bone" uit via het label Rehab Records. Een paar maanden later volgde de ep License to Chill via Dirtnap Records. Het debuutalbum Are You Serious? verscheen in 2009 via dit label.Trouble in Mind Records bracht in 2010 een single van de band uit getiteld "Tears in My Beers", en in 2011, toen Mean Jeans op tournee ging met de band Hollywood, maakten de twee bands een splitalbum dat werd uitgegeven door Big Neck Records. Kort hierna verliet Doodat de groep. Hij werd vervangen door Richard Messina, die als nieuwe basgitarist voor de band ging spelen. Hij kwam op tijd om mee te werken aan de opnames van het tweede studioalbum van de band, getiteld On Mars. Dit album werd in 2012 door Dirtnap Records uitgegeven.
Na twee platen bij Dirtnap Records uitgegeven te hebben, tekende Mean Jeans in 2016 bij het Californische punklabel Fat Wreck Chords. Datzelfde jaar werd het vierde studioalbum van de band uitgegeven via dit label, getiteld Tight New Dimension. Deze uitgave werd gevolgd door een tournee door de Verenigde Staten met meerdere bands van hetzelfde label, waaronder NOFX. Fat Wreck Chords gaf ook de daaropvolgende twee studioalbums van de band uit: Jingles Collection (2018) en Gigantic Sike (2019).

## Leden
- Christian "Billy Jeans" Blunda - gitaar, zang
- Andrew "Jeans Wilder" Bassett - drums, zang, gitaar
- Richard "Jr. Jeans" Messina - basgitaar (2011-heden)

Voormalige leden
- Howie Doodat - basgitaar (2006-2011)

## Discografie
Studioalbums
- Are You Serious? (Dirtnap, 2009)
- On Mars (Dirtnap, 2012)
- Tight New Dimension (Fat Wreck Chords, 2016)
- Jingles Collection (Fat Wreck Chords, 2018)
- Gigantic Sike (Fat Wreck Chords, 2019)